# あなたの知識をフル解放! クイズ ハキダセ!!
『あなたの知識をフル解放! クイズ ハキダセ!!』（あなたのちしきをフルかいほう クイズ ハキダセ）は、関西テレビ（カンテレ）ほかで不定期に放送されるクイズバラエティ番組（特別番組）。関西テレビでは第1回は2012年11月17日 15:00 - 16:30に『ヒルスパ!』枠で、第2回は2013年2月17日 16:05 - 17:20に、第3回は2014年1月2日 12:30 - 14:00に放送された。

## 概要
芸能人が3人1チームに分かれ、1つのお題に沿ったクイズに対して、各自の知識を最大限まで吐き出して解答する。
番組前半は3チームが戦い、その上位2チームが番組後半の決勝戦に進んで、優勝を争う。

## 司会

### 第1回・第2回
- ハキダセ王国 王子[1]
- 中野美奈子

### 第3回
- 後藤輝基（フットボールアワー）
- 八木早希（フリーアナウンサー）

## 解答者

### 第1回
サンミュージック先輩・後輩チーム
- 竹山隆範、小島よしお、ダイアモンド☆ユカイ

才女＆天然ミックスチーム
- 宮崎美子、はしのえみ、菊地亜美（アイドリング!!!）

吉本寄せ集めチーム
- 藤本敏史（FUJIWARA）、オリエンタルラジオ（藤森慎吾、中田敦彦）

### 第2回
元NHKチーム
- 宮川俊二、草野満代、吉田たかよし

2世チーム
- 石原良純、篠山輝信、坂口杏里

芸人チーム
- 河本準一（次長課長）、山里亮太（南海キャンディーズ）、大久保佳代子（オアシズ）

### 第3回
芸人チーム
- 高橋茂雄（サバンナ）、岩尾望（フットボールアワー）、大久保佳代子（オアシズ）

ちびっ子人気者チーム
- 武井壮、福田彩乃、敦士

2014年がんばろうチーム
- 磯野貴理子、峯岸みなみ（AKB48）、中村昌也

## 主なクイズ

### キーワードに関する10個の知識を全部ハキダセ! 10ダス
1チームずつ順番に挑戦、挑戦しない2チームは目隠しのついた特殊ヘッドホンで視界と音声が遮断される。挑戦チームには、問題テーマやキーワードを発表。テーマに関連する10問がモニターに表示されるので、1人1問ずつ問題を選んで解答する。
制限時間1分以内に正解できた問題数が、そのテーマの暫定ポイントとなる。そして挑戦しなかった2チームはヘッドホンを外して、挑戦チームが正解できなかった問題の答えから、テーマは何か書いて答える。テーマ正解でそのチームに、2チームとも不正解なら挑戦チームに、暫定ポイントが加算される。なお、挑戦チームが10問全て正解できた場合は、他2チームがテーマを当てる事無く、即座に10ポイント獲得。
第1回は、2チームずつ、先攻（10問に答えるチーム）と後攻（テーマを当てるチーム）に分かれる総当り方式で行われた。

### 街の意見を聞きダス!!
街頭アンケートを行い、そのベスト5の中から、指定された順位の項目は何かを当てる。
個々が筆記形式で答え、1人正解なら10ポイント、2人正解なら20ポイント、3人全員正解なら50ポイント獲得。

### 有名人プロフィールクイズ 福笑いでハキダセ!!
1チームずつ挑戦。
挑戦チームはクイズ担当2人と福笑い担当1人に分かれ、まずクイズ担当の2人がお題となる有名人の顔写真を確認。そして、その有名人のプロフィールからクイズが7問出題されるので、交互に1人1問ずつ答える。正解すれば顔は変化せずそのままだが、1問誤答する度に顔のパーツが1箇所ずつ後藤のパーツに変化する。
7問終了後、福笑い担当が、変化した顔写真からお題の有名人を当てられたら30ポイント獲得。

### どこまで知ってる？ キャッチフレーズでハキダセ!!
第1回及び第3回の決勝戦。
出題されたキャッチフレーズから、有名人やブランドの名前を答える。
1人ずつ交互に解答して、制限時間内に正解できなければ脱落で、相手チームに解答権が移る。先に相手3人が全て脱落したチームが優勝。

## スタッフ

### 第2回
- 構成：矢野了平、大井洋一
- 問題作成：藤本裕、坂野真希、塩見昌矢
- 技術プロデューサー：中市友（共同テレビ）
- TD/SW：菊池謙
- CAM：石井友幸
- VE：小野寺毅
- AUD：村脇昭一
- LD：藤井梅雄
- 美術プロデューサー：木村文洋
- 美術デザイン：別所晃吉
- 美術進行：横山勇
- ヘアメイク：山田かつら
- 大道具：卜部徹夫
- 操作：鈴木康之
- アクリル装飾：松本健
- マルチ：伊藤拓也
- 電飾：福田隆正
- 装飾：高野正義
- ロゴ：安居院一展
- CG：アーツテック
- 編集：平原賢志、根本瞳
- EED：木村信彦
- MA：塩釜亮平
- 音効：山口晃司（ヴェントゥオノ）
- TK：藤井佑季
- 協力：フジアール（第1回には美術協力と表記）、レモンスタジオ
- 宣伝：栄川歩美・羽藤ゆかり（共に関西テレビ、栄川は第2回）
- ホームページ：石田善久（関西テレビ）
- データ放送：中島啓・上月典弘・小菅亮子（共に関西テレビ）
- 編成：東田元・尾上太基（共に関西テレビ、東田は第2回）
- AP：勝田久美子
- AD：大塚隆史（R-1）、森川哲雄、並木卓朗
- ディレクター：鈴木優・鴇田一樹（共に共同テレビ）
- 演出：川本良樹（R-1）
- プロデューサー：細川邦夫・後藤朋子（共に共同テレビ）
- 演出・プロデューサー：坂田佳弘（関西テレビ）
- 制作協力：共同テレビ
- 制作著作：関西テレビ

### 過去のスタッフ
- LD：後藤雅彦（第1回）
- ヘアメイク：ジュンメイク（第1回）
- 編集：伊藤次郎（第1回）
- 音響効果：松元浩一郎（第1回）
- 編成：西澤宏隆（関西テレビ、第1回）
- AD：大久保康（第1回）

## ネット局

### 第1回
| 放送対象地域 | 放送局              | 系列           | 放送日と時間                 | 遅れ      |
| ------------ | ------------------- | -------------- | ---------------------------- | --------- |
| 近畿広域圏   | 関西テレビ（KTV）   | フジテレビ系列 | 2012年11月17日 15:00 - 16:30 | 制作局    |
| 中京広域圏   | 東海テレビ（THK）   | フジテレビ系列 | 2013年1月3日 25:35 - 27:05   | 47日遅れ  |
| 石川県       | 石川テレビ（ITC）   | フジテレビ系列 | 2013年1月5日 12:00 - 13:30   | 49日遅れ  |
| 長崎県       | テレビ長崎（KTN）   | フジテレビ系列 | 2013年1月26日 15:30 - 17:00  | 70日遅れ  |
| 広島県       | テレビ新広島（TSS） | フジテレビ系列 | 2013年6月16日 13:25 - 14:55  | 211日遅れ |

### 第2回
| 放送対象地域   | 放送局                    | 系列                                         | 放送日と時間                | 遅れ       |
| -------------- | ------------------------- | -------------------------------------------- | --------------------------- | ---------- |
| 近畿広域圏     | 関西テレビ（KTV）         | フジテレビ系列                               | 2013年2月17日 16:05 - 17:20 | 制作局     |
| 北海道         | 北海道文化放送（uhb）     | フジテレビ系列                               | 2013年2月17日 16:05 - 17:20 | 同時ネット |
| 岩手県         | 岩手めんこいテレビ（mit） | フジテレビ系列                               | 2013年2月17日 16:05 - 17:20 | 同時ネット |
| 宮城県         | 仙台放送（OX）            | フジテレビ系列                               | 2013年2月17日 16:05 - 17:20 | 同時ネット |
| 秋田県         | 秋田テレビ（AKT）         | フジテレビ系列                               | 2013年2月17日 16:05 - 17:20 | 同時ネット |
| 山形県         | さくらんぼテレビ（SAY）   | フジテレビ系列                               | 2013年2月17日 16:05 - 17:20 | 同時ネット |
| 福島県         | 福島テレビ（FTV）         | フジテレビ系列                               | 2013年2月17日 16:05 - 17:20 | 同時ネット |
| 関東広域圏     | フジテレビ（CX）          | フジテレビ系列                               | 2013年2月17日 16:05 - 17:20 | 同時ネット |
| 新潟県         | 新潟総合テレビ（NST）     | フジテレビ系列                               | 2013年2月17日 16:05 - 17:20 | 同時ネット |
| 長野県         | 長野放送（NBS）           | フジテレビ系列                               | 2013年2月17日 16:05 - 17:20 | 同時ネット |
| 静岡県         | テレビ静岡（SUT）         | フジテレビ系列                               | 2013年2月17日 16:05 - 17:20 | 同時ネット |
| 富山県         | 富山テレビ（BBT）         | フジテレビ系列                               | 2013年2月17日 16:05 - 17:20 | 同時ネット |
| 石川県         | 石川テレビ（ITC）         | フジテレビ系列                               | 2013年2月17日 16:05 - 17:20 | 同時ネット |
| 福井県         | 福井テレビ（FTB）         | フジテレビ系列                               | 2013年2月17日 16:05 - 17:20 | 同時ネット |
| 中京広域圏     | 東海テレビ（THK）         | フジテレビ系列                               | 2013年2月17日 16:05 - 17:20 | 同時ネット |
| 島根県・鳥取県 | 山陰中央テレビ（TSK）     | フジテレビ系列                               | 2013年2月17日 16:05 - 17:20 | 同時ネット |
| 岡山県・香川県 | 岡山放送（OHK）           | フジテレビ系列                               | 2013年2月17日 16:05 - 17:20 | 同時ネット |
| 広島県         | テレビ新広島（TSS）       | フジテレビ系列                               | 2013年2月17日 16:05 - 17:20 | 同時ネット |
| 愛媛県         | テレビ愛媛（EBC）         | フジテレビ系列                               | 2013年2月17日 16:05 - 17:20 | 同時ネット |
| 高知県         | 高知さんさんテレビ（KSS） | フジテレビ系列                               | 2013年2月17日 16:05 - 17:20 | 同時ネット |
| 福岡県         | テレビ西日本（TNC）       | フジテレビ系列                               | 2013年2月17日 16:05 - 17:20 | 同時ネット |
| 佐賀県         | サガテレビ（STS）         | フジテレビ系列                               | 2013年2月17日 16:05 - 17:20 | 同時ネット |
| 長崎県         | テレビ長崎（KTN）         | フジテレビ系列                               | 2013年2月17日 16:05 - 17:20 | 同時ネット |
| 熊本県         | テレビくまもと（TKU）     | フジテレビ系列                               | 2013年2月17日 16:05 - 17:20 | 同時ネット |
| 宮崎県         | テレビ宮崎（UMK）         | フジテレビ系列 日本テレビ系列 テレビ朝日系列 | 2013年2月17日 16:05 - 17:20 | 同時ネット |
| 鹿児島県       | 鹿児島テレビ（KTS）       | フジテレビ系列                               | 2013年2月17日 16:05 - 17:20 | 同時ネット |
| 沖縄県         | 沖縄テレビ（OTV）         | フジテレビ系列                               | 2013年2月17日 16:05 - 17:20 | 同時ネット |
| 山梨県         | テレビ山梨（UTY）         | TBS系列                                      | 2013年4月28日 14:00 - 15:24 | 70日遅れ   |